# Peter Esenwein
Peter Esenwein (né le 7 décembre 1967 à Göppingen) est un athlète allemand, spécialiste du lancer du javelot.
Son meilleur résultat est un lancer de 87,20 m (2004 à Rehlingen). En 2008, il remporte le dernier concours du lancer du javelot en Coupe d'Europe des nations d'athlétisme.